# Daisy Cocco De Filippis
Daisy Cocco De Filippis es una escritora, educadora, y feminista dominicana-estadounidense. Es autora de varias obras de ficción y de no ficción, influyentes en su tratamiento de las mujeres dominicanas y de EE. UU.

## Biografía
Es originaria de Santo Domingo. Con su familia se mudaron a EE. UU. cuando tenía trece años. Trabajó durante muchos años como profesora de literatura española y latinoamericana, en la Universidad de la Ciudad de Nueva York (York College). Actualmente es rectora de Naugatuck Valley Community College.

## Algunas publicaciones

### Libros
- camila Henríquez Ureña, daisy cocco-DeFilippis. 2007. Hija de Camila: selección bilinguë de ensayos feministas. Colección Ultramar. Editor Secretaría de Estado de Cultura, Editora Nacional, 291 pp. ISBN 9945427202, ISBN 9789945427202

- daisy cocco de Filippis, franklin Gutiérrez. 2007. El tambor y la palabra: literatura dominicana contemporánea. N.º 5 de Hostos review. Editor Instituto de Escritores Latinoamericanos, 465 pp.

- ---------------------------------. 2003. Desde la diáspora: selección bilingüe de ensayos. Ediciones Alcance, 296 pp. ISBN 1887691251, ISBN 9781887691253

- julia Álvarez, bill Eichner, daisy cocco de Filippis, belkis Ramírez. 2002. A Cafecito Story. Tradujo Daisy Cocco De Filippis. Ilustró Belkis Ramírez. Colaboró Bill Eichner. Edición ilustrada de Chelsea Green, 68 pp. ISBN 1931498067, ISBN 9781931498067

- daisy cocco de Filippis. 2001. Literatura dominicana en los Estados Unidos: presencia temprana, 1900-1950. Editor Búho, 197 pp. ISBN 9993410020, ISBN 9789993410027

- ---------------------------------, Franklin Gutiérrez (escritor). 2001. Literatura dominicana en los Estados Unidos. Ed. Ensayo, 201 pp.

- jesusa alfau de Solalinde, daisy cocco de Filippis. 2000. Como los crisantemos lila: obra escogida /cJesusa Alfau Galván De Solalinde ; selección y prólogos de Daisy Cocco De Filippis. N.º 1 y N.º 5 de Colección tertuliando. Ediciones Alcance, 123 pp. ISBN 1887691146, ISBN 9781887691147

- daisy cocco de Filippis. 2000. Conversación entre Escritoras del Caribe Hispano. Actas de la conferencia, 2-3 de mayo de 1996. Compiló Sonia Rivera-Valdés. Colaboró Hunter College. Centro de Estudios Puertorriqueños. Editor El Centro, 297 pp. ISBN 1878483617, ISBN 9781878483614

- ---------------------------------. 1999. La literatura dominicana al final del siglo: Diálogo entre la tierra natal y la diáspora. Vol. 2 de Dominican studies working paper series. Editor CUNY Dominican Studies Institute, City College of New York, 94 pp.

- ---------------------------------, steven f. Kruger, sally o'Driscoll, barbara j. Webb, amy Ling. 1997. Literature: CUNY Panel: Rethinking the Disciplines. Women in the curriculum. Editor National Center for Curriculum Transformation Res. on Women, 57 pp. ISBN 1885303130, ISBN 9781885303134

- ---------------------------------. 1997. Tertuliando: Dominicanas y amiga(o)s. Vol. 1, Vol. 3 de Ediciones Ferilibro, Vol. 3 de Art & Australia Monograph. Ed. Comisión Permanente de la Feria Nacional del Libro, 67 pp.

- ---------------------------------. 1992. Antología de cuentos: combatidas, combativas y combatientes ; escritos por mujeres dominicanas. Editor Taller, 446 pp.

- ---------------------------------, emma jane Robinett. 1988. Poemas del exilio y de otras inquietudes: una selección bilingue de la poesía escrita por dominicanos en los Estados Unidos. Ed. Alcance, 146 pp.

- ---------------------------------. 1988. La mujer dominicana y el quehacer literario. Colección Montesinos. Editora Universitaria, 13 pp.

- ---------------------------------. 1984. Estudios semióticos de poesía dominicana. N.º 178 de Biblioteca Taller. Editora Taller, 174 pp.